# Sam Zimbalist
Pour les articles homonymes, voir Zimbalist.
Sam Zimbalist est un producteur et monteur américain né le 31 mars 1904 à New York, New York (États-Unis), mort le 4 novembre 1958 à Rome (Italie).

## Biographie
Il entre en 1920 comme monteur à la Metro Pictures Corporation qui en 1924 fusionne avec "Goldwin Pictures" et "Mayer Pictures" pour devenir la Metro Goldwin Mayer. En 1929 il devient assistant producteur puis producteur délégué en 1936 pour MGM. Il produit notamment des peplums qui deviendront des classiques du cinéma américain comme Quo Vadis et Ben Hur.
Sam Zimbalist mourut d'une attaque cardiaque à Cinecittà, deux mois avant la fin du tournage de Ben-Hur.

## Filmographie

### Comme producteur
- 1936 : Tarzan s'évade (Tarzan Escapes) de Richard Thorpe
- 1937 : Married Before Breakfast d'Edwin L. Marin
- 1937 : London by Night de Wilhelm Thiele
- 1937 : Les Cadets de la mer (Navy Blue and Gold) de Sam Wood
- 1938 : Sans tambour, ni trompette (Paradise for Three) d'Edward Buzzell
- 1938 : La Foule en délire (The Crowd Roars) de Richard Thorpe
- 1939 : Tarzan trouve un fils (Tarzan Finds a Son!) de Richard Thorpe
- 1939 : La Dame des tropiques (Lady of the Tropics) de Jack Conway
- 1939 : These Glamour Girls de S. Sylvan Simon
- 1940 : La Fièvre du pétrole (Boom Town) de Jack Conway
- 1942 : Tortilla Flat de Victor Fleming
- 1944 : Trente Secondes sur Tokyo (Thirty Seconds Over Tokyo) de Mervyn LeRoy
- 1945 : L'Aventure (Adventure) de Victor Fleming
- 1947 : Mac Coy aux poings d'or (Killer McCoy) de Roy Rowland
- 1950 : La Rue de la mort (Side Street) d'Anthony Mann
- 1950 : Les Mines du roi Salomon (King Solomon's Mines) de Compton Bennett et Andrew Marton
- 1951 : Quo Vadis de Mervyn LeRoy
- 1951 : L'Âge d'aimer (Too Young to Kiss) de Robert Z. Leonard
- 1953 : Mogambo de John Ford
- 1954 : Le Beau Brummel (Beau Brummell) de Curtis Bernhardt
- 1956 : La Loi de la prairie (Tribute to a Bad Man) de Robert Wise
- 1956 : Le Repas de noces (The Catered Affair) de Richard Brooks
- 1957 : Miss Ba (The Barretts of Whimpole Street) de Sidney Franklin
- 1958 : L'Affaire Dreyfus (I Accuse!) de José Ferrer
- 1959 : Ben-Hur de William Wyler

### Comme monteur
- 1925 : Le Sorcier d'Oz (Wizard of Oz) de Larry Semon
- 1925 : The Dome Doctor de Larry Semon
- 1925 : The Cloudhopper
- 1927 : Johnny Get Your Hair Cut de B. Reeves Eason et Archie Mayo
- 1927 : The Bugle Call d'Edward Sedgwick
- 1927 : Foreign Devils (en) de W. S. Van Dyke
- 1927 : Buttons de George W. Hill
- 1928 : Mon bébé (Baby Mine) de Robert Z. Leonard
- 1928 : La Boule blanche (en) (The Smart Set) de Jack Conway
- 1928 : Diamond Handcuffs de John P. McCarthy
- 1928 : The Adventurer
- 1928 : While the City Sleeps de Jack Conway
- 1928 : Jimmy le mystérieux (Alias Jimmy Valentine) de Jack Conway
- 1929 : The Broadway Melody d'Harry Beaumont
- 1929 : Jeunes filles modernes (Our Modern Maidens) de Jack Conway